# Rally Rías Baixas de 2018
El Rally Rías Baixas de 2018 fue la 52.ª edición y la tercera ronda de la temporada 2018 del Campeonato de Galicia de Rally. Se celebró del 11 al 12 de mayo y contó con un itinerario de nueve tramos sobre asfalto que sumaban un total de 97,90 km cronometrados. Dos tramos (Mondariz y Sabaxans) fueron cancelados, uno se neutralizó y el penúltimo debido a una mancha de aceite en la carretera obligó a los comisarios a determinar los tiempos de un grupo de pilotos. La presencia de la lluvia también provocó varias salidas de pista.
Tras dos años de ausencia el Rally Rías Baixas volvió a celebrarse, en esta ocasión solo puntuable parra el campeonato gallego, certamen al que volvía tras veintidós años. Los principales candidatos a la victoria quedaron fuera de carrera muy pronto: Víctor Senra por un incendio en su motor, Alberto Meira se salió de pista al igual que David González Gil y Iago Caamaño que marcó el mejor tiempo en la mayoría de tramos solo pudo ser décimo octavo luego de romper una llanta en el tramo de Mondariz que le hizo perder casi siete minutos. De esta manera la lucha por la victoria fue entre Manuel Fernández (Renault Clio N5) y Jorge Pérez Oliveira (Renault Clio R3). A pesar de la remontada de Oliveira, Fernández, además de vencer en la Top Ten Pirelli A, se impuso en la prueba por solo seis segundos de diferencia,  logrando su primera victoria deportiva en su segunda carrera. Su debut había sido solo un año antes en el Rally Sur do Condado. Oliveira fue finalmente segundo y Tino Iglesias completó el podio con su Ford Fiesta N5. En el resto de copas Javier Estévez venció en la Top Ten Pirelli B; Rodrigo Vila lo hizo en la Pirelli AMF; Marcelo Conchado en la Iniciación Recalvi y en el Volante FGA lo hizo Daniel Berdomás.

## Itinerario
| Día   | Tramo | Nombre           | Distancia | Hora  | Ganador      | Tiempo    | Líder rally              |
| ----- | ----- | ---------------- | --------- | ----- | ------------ | --------- | ------------------------ |
| Día 1 | TC1   | Gondomar         | 6,10 km   | 19:43 | Iago Caamaño | 4:02.905  | Iago Caamaño             |
| Día 2 | TC2   | Mondariz         | 11,80 km  | 08:18 | Víctor Senra | 7:28.878  | Víctor Senra             |
| Día 2 | TC3   | Sabaxans         | 11,90 km  | 08:44 | Iago Caamaño | 8:01.396  | Víctor Senra             |
| Día 2 | TC4   | Mondariz         | 11,80 km  | 11:26 | Cancelado    | Cancelado | Víctor Senra             |
| Día 2 | TC5   | Sabaxans         | 11,90 km  | 11:52 | Cancelado    | Cancelado | Víctor Senra             |
| Día 2 | TC6   | Salceda          | 11,55 km  | 17:31 | Iago Caamaño | 7:04.921  | Bandera de ?             |
| Día 2 | TC7   | Porriño-Gondomar | 10,65 km  | 18:27 | Iago Caamaño | 6:19.512  | Manuel Fernández Estevez |
| Día 2 | TC8   | Salceda          | 11,55 km  | 20:49 | Iago Caamaño | 7:05.686  | Manuel Fernández Estevez |
| Día 2 | TC9   | Porriño-Gondomar | 10,65 km  | 21:46 | Iago Caamaño | 6:29.561  | Manuel Fernández Estevez |

## Clasificación final
| Pos. | Piloto                      | Copiloto                   | Automóvil                  | Tiempo  | Diferencia |
| ---- | --------------------------- | -------------------------- | -------------------------- | ------- | ---------- |
| 1.   | Manuel Fernández Estevez    | Alex Cid                   | Renault Clio N5            | 49:06.4 | 0.0        |
| 2.   | Jorge Pérez Oliveira        | Juan Gándara               | Renault Clio R3 Maxi       | 49:12.4 | +6.0       |
| 3.   | Tino Iglesias               | Jorge Iglesias             | Ford Fiesta N5             | 49:52.9 | +46.5      |
| 4.   | Antonio Fernández Valcárcel | Miguel Ángel Vidal Salgado | Mitsubishi Lancer Evo VIII | 50:41.5 | +1:35.1    |
| 5.   | Adrián Costas Alonso        | Sara Fernández             | Peugeot 208 R2             | 51:09.6 | +2:03.2    |
| 6.   | Adrián Campaña Crestar      | Manuel Raído Otero         | BMW M3 E36                 | 51:23.1 | +2:16.7    |
| 7.   | Javier Estévez Martínez     | Pablo Gregorio Puga        | Ford Fiesta R2             | 51:27.6 | +2:21.2    |
| 8.   | Daniel Berdomás Lorenzo     | Mario González Tomé        | Peugeot 106                | 52:08.9 | +3:02.5    |
| 9.   | Pablo Pazó Figueiroa        | José Ramón Seoane          | Talbot Sunbeam Lotus       | 52:13.3 | +3:06.9    |
| 10.  | Jorge Cagiao                | Amelia María Blanco        | Peugeot 106 GTI            | 52:20.9 | +3:14.5    |